# Lucie Pudilová
Lucie Pudilová (Příbram, 13 de junho de 1994) é uma lutadora tcheca de artes marciais mistas. Ela foi campeã peso-galo da promoção Gladiator Championship Fighting, da República Tcheca, e atualmente luta na divisão peso-galo do Ultimate Fighting Championship (UFC).

## Antecedentes
Pudilová começou a treinar MMA quando tinha 16 anos de idade. Ela teve a ajuda de seu treinador, Ladislav Erdélyi, para alcançar seu objetivo de lutar no UFC.

## Carreira no MMA

### Início de carreira
Pudilová lutou MMA na maior parte inicial de sua carreira na Europa. Sua vitória sobre Melinda Fábián, participante do The Ultimate Fighter 26, valeu o Cinturão Peso-Galo da organização tcheca Gladiator Championship Fighting. Pudilová formou um cartel de 6-1, antes de assinar com o UFC, com a única derrota sendo para Lina Lansberg. Pudilová foi a terceira tcheca a assinar com o UFC.

### Ultimate Fighting Championship
Pudilová fez sua estreia na promoção em 18 de março de 2017, substituindo a lesionada Verónica Macedo, no UFC Fight Night: Manuwa vs. Anderson, contra Lina Lansberg, em uma revanche, em Londres. Após três rounds equilibrados e violentos, Pudilová perdeu a luta por decisão unânime. No entanto, na entrevista pós-luta, Lansberg, com o olho direito amarrotado, declarou que Pudilová deveria ter sido a legítima vencedora da luta.
Sua segunda luta foi em 17 de junho de 2017, em Singapura, no UFC Fight Night: Holm vs. Correia. Ela enfrentou Ji Yeon Kim, e ganhou a luta por decisão unânime.
Pudilová enfrentou Sarah Moras, em 18 de fevereiro de 2018, no UFC Fight Night: Cowboy vs. Medeiros. Ela ganhou a luta por decisão unânime.

## Campeonatos e realizações

### Artes marciais mistas
- Gladiator Championship Fighting
  - Campeã Peso-Galo do Gladiator Championship Fighting (Uma vez) vs. Melinda Fabian [7]

## Vida pessoal
O apelido de Pudilová, "Bullet" (Bala), surgiu devido à velocidade de seu estilo de luta. Antes de ser lutadora profissional, Pudilová era estudante da Business Middle School, na República Tcheca.

## Cartel no MMA
| Cartel no MMA   |            |            |
| 17 lutas        | 9 vitórias | 8 derrotas |
| Por nocaute     | 2          | 0          |
| Por finalização | 2          | 1          |
| Por decisão     | 5          | 7          |

| Res.    | Cartel | Oponente            | Método                                  | Evento                                  | Data       | Round | Tempo | Local                   | Notas                                                           |
| ------- | ------ | ------------------- | --------------------------------------- | --------------------------------------- | ---------- | ----- | ----- | ----------------------- | --------------------------------------------------------------- |
| Vitória | 11-6   | Maiju Suotama       | Decisão (unânime)                       | OKTAGON 22                              | 27/03/2020 | 3     | 5:00  | Brno                    | Peso-casado (141 lbs).                                          |
| Vitória | 10-6   | Marta Waliczek      | Decisão (dividida)                      | OKTAGON 21                              | 30/01/2021 | 3     | 5:00  | Brno                    |                                                                 |
| Vitória | 9-6    | Cornelia Holm       | Decisão (unânime)                       | OKTAGON 19                              | 05/12/2020 | 3     | 5:00  | Brno                    | Voltou ao peso-galo.                                            |
| Derrota | 8-6    | Justine Kish        | Decisão (unânime)                       | UFC Fight Night: Blaydes vs. dos Santos | 25/01/2020 | 3     | 5:00  | Raleigh, North Carolina |                                                                 |
| Derrota | 8-5    | Antonina Shevchenko | Finalização Técnica (mata-leão)         | UFC on ESPN: Covington vs. Lawler       | 03/08/2019 | 2     | 1:20  | Newark, New Jersey      | Luta da noite.                                                  |
| Derrota | 8-4    | Liz Carmouche       | Decisão (unânime)                       | UFC Fight Night: Blachowicz vs. Santos  | 23/02/2019 | 3     | 5:00  | Praga                   |                                                                 |
| Derrota | 8-3    | Irene Aldana        | Decisão (dividida)                      | UFC 228: Woodley vs. Till               | 08/09/2018 | 3     | 5:00  | Dallas, Texas           | Luta da Noite.                                                  |
| Vitória | 8-2    | Sarah Moras         | Decisão (unânime)                       | UFC Fight Night: Cowboy vs. Medeiros    | 18/02/2018 | 3     | 5:00  | Austin, Texas           |                                                                 |
| Vitória | 7-2    | Ji Yeon Kim         | Decisão (unânime)                       | UFC Fight Night: Holm vs. Correia       | 17/06/2017 | 3     | 5:00  | Kallang                 |                                                                 |
| Derrota | 6-2    | Lina Länsberg       | Decisão (unânime)                       | UFC Fight Night: Manuwa vs. Anderson    | 18/03/2017 | 3     | 5:00  | Londres                 | Estreia no UFC.                                                 |
| Vitória | 6-1    | Alexandra Buch      | Finalização (guilhotina)                | Clash FC: Clash of the Titans           | 19/11/2016 | 1     | N/A   | Plzeň                   |                                                                 |
| Vitória | 5-1    | Eeva Siiskonen      | Finalização (chave de braço)            | MMA Imatra: Carelia Fight 12            | 10/09/2016 | 2     | 4:06  | Imatra                  |                                                                 |
| Vitória | 4-1    | Melinda Fábián      | Decisão (dividida)                      | Gladiator Championship Fighting 34      | 25/03/2016 | 5     | 5:00  | Příbram                 | Ganhou o Cinturão Peso-Galo do Gladiator Championship Fighting. |
| Derrota | 3-1    | Lina Länsberg       | Decisão (unânime)                       | Battle of Botnia 2015                   | 26/11/2015 | 3     | 5:00  | Uma                     | Voltou ao peso-galo.                                            |
| Vitória | 3-0    | Suvi Salmimies      | Decisão (dividida)                      | Cage 31                                 | 19/09/2015 | 3     | 5:00  | Helsinki                | Estreia no Peso Mosca.                                          |
| Vitória | 2-0    | Julija Stoliarenko  | Nocaute Técnico (interrupção do córner) | Gladiator Championship Fighting 4       | 27/03/2015 | 2     | 5:00  | Příbram                 | Peso-casado (141 lbs).                                          |
| Vitória | 1-0    | Lenka Smetankova    | Nocaute Técnico (interrupção do córner) | Gladiator Championship Fighting 3       | 14/02/2014 | 1     | 3:00  | Příbram                 |                                                                 |